# Santa María del Priorato

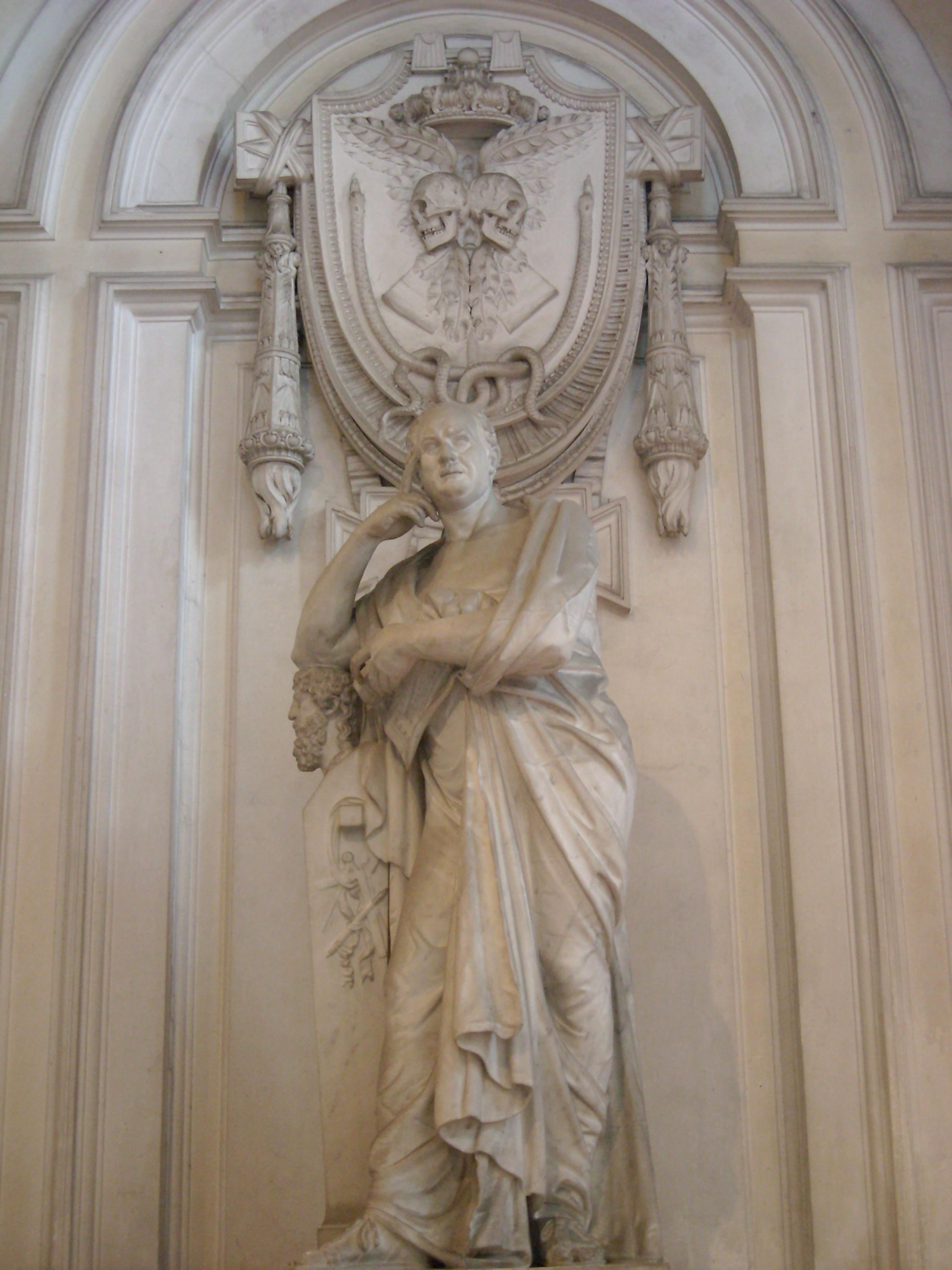
Cenotafio de Piranesi de Santa María del Priorato.

La iglesia de Santa María del Priorato es una iglesia de Roma en el barrio Ripa en el interior de la Villa del Priorato de Malta. En otros tiempos fue conocida con el nombre de Santa María de Aventino y actualmente debe su fama a que fue reformada según diseños del célebre grabador Giovanni Battista Piranesi.
Hacia el año 939 Alberico, príncipe de Roma, transformó su villa en el extremo sur del Aventino en un monasterio de monjes benedictinos, monasterio que floreció especialmente en los siglos X y XI. El monasterio desapareció en el siglo XV. La iglesia de Santa María, restaurada y transformada varias veces, existe aún y pertenece a la orden de los Caballeros de Malta.
La iglesia, al igual que la villa, fue restaurada en el siglo XVIII por Piranesi, quien la decoró con estucos muy elegantes. Aunque Piranesi se formó como arquitecto y alardeó de serlo, este edificio es su único diseño que llegó a realizarse, destacando por la presencia de elementos ornamentales y simbólicos egipcios, etruscos y romanos.
El proyecto iconográfico, realizado con sumo cuidado y refinamiento, repite en todas partes, desde la plaza exterior de la iglesia hasta los ornamentos del jardín, elementos simbólicos como la serpiente, el barco, la cruz y también armas y emblemas militares que aluden a la historia militar de la Orden. La pequeña iglesia evoca en su exterior el modelo arquitectónico de un templo romano, mientras que la decoración del interior integra la fantasía barroca y centrorreformista con las memorias clásicas extendidas por doquier, empezando por el cenotafio de Piranesi en la segunda capilla a la derecha, representado de cuerpo entero, togado, con planos de diseño en la mano, apoyado en un herma que lleva inscritos los instrumentos del grabador y semeja vagamente en el rostro a Cicerón.
El interior se presenta en una sola nave con un único altar. En él se conservan distintas sepulturas, entre las cuales hallamos la de Piranesi, una antigua mesa de madera en la que se representa una Madonna del siglo XIII y un antiguo ciborio bizantino del siglo XII.